# Alpago
Alpago là một đô thị ở Belluno, Ý vùng Veneto. Nó nằm khoảng 80 km (50 mi) về phía bắc Venice và cách Belluno khoảng 12 km (7 mi) về phía đông. Lago di Santa Croce nằm gần Alpago.
Nó được thành lập vào ngày 23 tháng 2 năm 2016 bởi sự hợp nhất của các thành phố Farra d'Alpago, Pieve d'Alpago và Puos d'Alpago.